# Ludovico Buglio
Ludovico Buglio (Mineo, 26 gennaio 1606 – Pechino, 7 ottobre 1682) è stato un missionario, gesuita e sinologo italiano.

## Biografia
Ludovico Buglio (in cinese 利類思, Li Leisi) nacque a Mineo il 26 gennaio 1606 da Don Mario Buglio, Barone del Burgio, Bifara e Favarotta, e da donna Antonia Gravina Corilles, figlia del Marchese di Francofonte. Entrato nella Compagnia di Gesù, il 29 gennaio 1622, dopo una carriera come professore di discipline umanistiche e retorica nel Collegio Romano, chiese di essere inviato come missionario in Cina.

Buglio predicò il Vangelo nelle province di Sichuan, Fujian e Jiangxi.

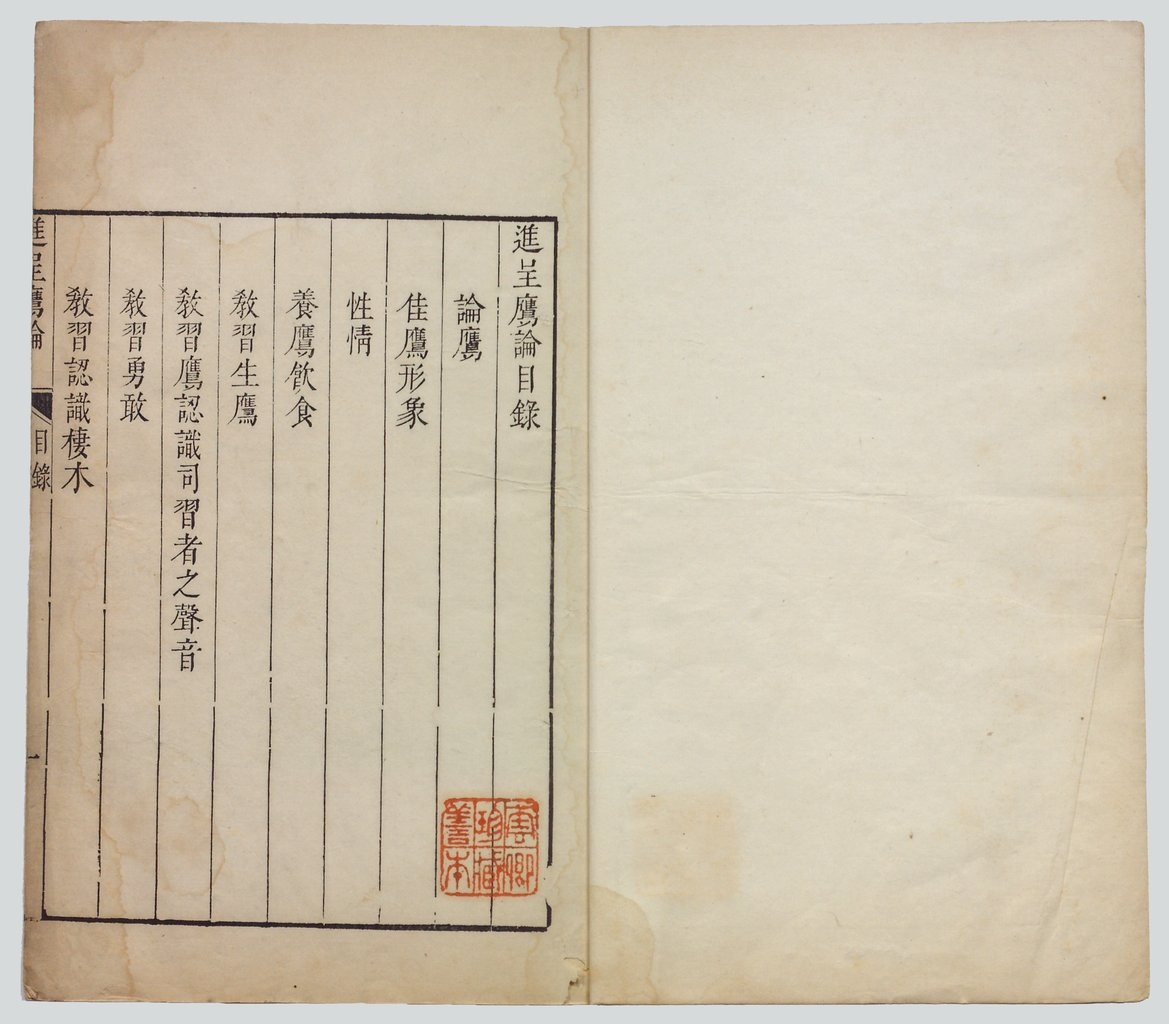
Frontespizio del Jin cheng ying lun (Trattato sui falchi) di Ulisse Aldrovandi tradotto da Ludovico Buglio (edizione risalente all'epoca Qianlong).

Fu vittima delle persecuzioni contro la minoranza cattolica cinese dall'imperatore Kangxi. Fatto prigioniero da Zhāng Xiànzhōng, fu successivamente portato a Pechino nel 1648 dal principe manciù Hooge. Qui, dopo una breve prigionia, gli fu concesso di esercitare il suo ministero. Buglio, guadagnata la fiducia dell'imperatore, lavorò assieme agli altri missionari gesuiti Johann Adam Schall von Bell, Ferdinand Verbiest e Gabriel de Magalhães, alla riforma del calendario cinese. Il Buglio (chiamato dai cinesi Lì Lèisī) parlava e scriveva cinese correntemente: redasse più di 80 opere in cinese (soprattutto testi religiosi).

Tradusse la I e la III parte della Summa Theologica di Tommaso d'Aquino, tradusse in cinese il Messale Romano (Pechino, 1670), il Breviario e il Rituale romano (1674 e 1675). 

Morto a Pechino, 7 ottobre 1682, ricevette esequie di Stato. È seppellito nel cimitero di Zhalan nella capitale cinese.

## Opere
- (ZH) Ludovico Buglio, Jin cheng ying lun, Zhong guo, 1736-1795. URL consultato il 26 maggio 2019.